# Буцелево
Буцелево (серб. Буцељево, болг. Буцалево) — населённый пункт в общине Босилеград Пчиньского округа Сербии.

## Население
Согласно переписи населения 2002 года, в селе проживало 22 человека (19 болгар, 2 югослава и другие).
| Численность населения | Численность населения | Численность населения | Численность населения | Численность населения | Численность населения | Численность населения | Численность населения |
| 1948                  | 1953                  | 1961                  | 1971                  | 1981                  | 1991                  | 2002                  | 2011                  |
| --------------------- | --------------------- | --------------------- | --------------------- | --------------------- | --------------------- | --------------------- | --------------------- |
| 164                   | 173                   | 142                   | 97                    | 64                    | 35                    | 22                    | 14                    |

## Религия
Согласно церковно-административному делению Сербской православной церкви, село относится к Босилеградскому архиерейскомку наместничеству Враньской епархии. В селе расположен Храм Святого пророка Илии, построенный во второй половине XIX века..